# Charles Dalmorès

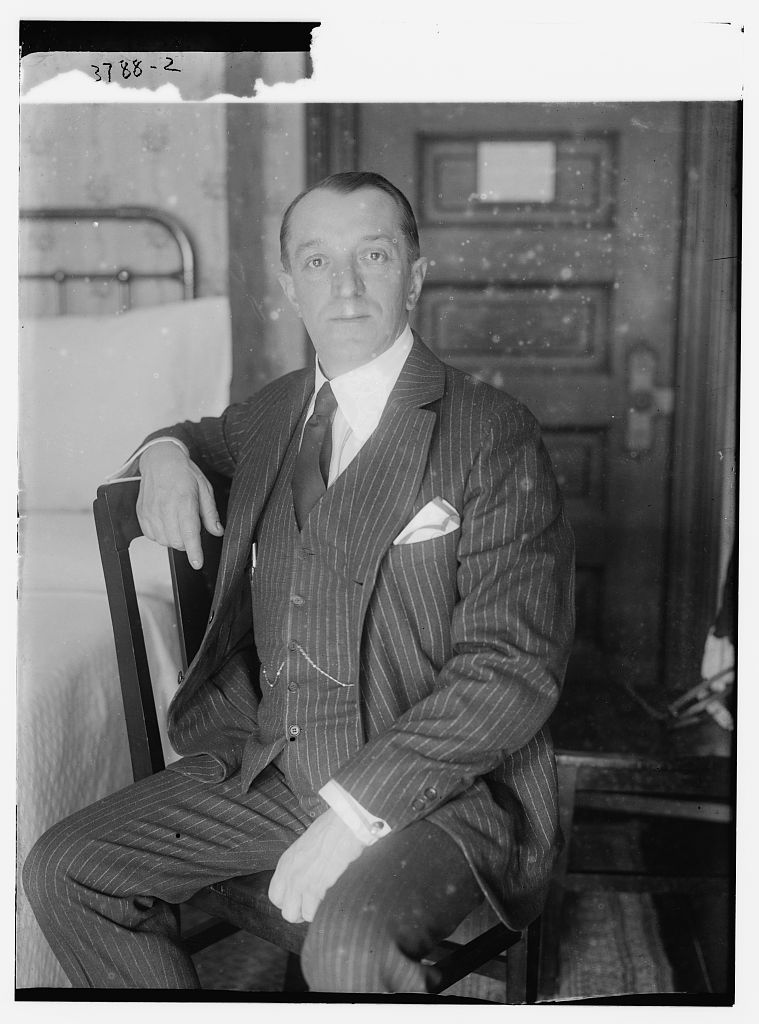
Charles Dalmorès en 1915

Henri Alphonse Brin connu sous le pseudonyme de Charles Dalmorès, né le 1er janvier 1871 à Nancy et mort le 6 décembre 1939 à Hollywood, est un chanteur d'opéra ténor français. 

## Biographie
Il étudie au conservatoire de musique de Nancy et commence sa carrière comme corniste dans les orchestres Colonne et Lamoureux. 
En 1894, il devient professeur au Conservatoire de Lyon puis, décide de prendre des cours de chant à Paris et abandonne la carrière instrumentale. Il fait ses débuts à l'opéra au Théâtre des Arts de Rouen le 6 octobre 1899, dans Siegfried de Richard Wagner où il tient le rôle de Raoul. Il passe ensuite six saisons au Théâtre de la Monnaie de Bruxelles et chante avec succès au Royal Opera House de Covent Garden à Londres, en 1904–1905 et 1909–1911.
Aux États-Unis, il débute le 7 décembre 1906 dans le Faust de Charles Gounod à la Manhattan Opera Company de New York. Il reste quatre ans parmi la Compagnie et se spécialise dans les rôles français. Pour le public américain, il crée le rôle de Julien dans Louise de Gustave Charpentier et celui de Jean Gaussin dans Sapho de Jules Massenet. Il tient aussi le rôle de Pelléas dans Pelléas et Mélisande de Claude Debussy. Il apparait également dans de nombreuses productions de la Philadelphia Opera Company (en) entre 1908 et 1910.
En 1910, Dalmorès est engagé par la Chicago Grand Opera Company avec laquelle il se produit jusqu'en 1914. La compagnie est très active à Philadelphie ainsi qu'à Chicago. Avec cette compagnie il tient, entre autres, le rôle de Vinicius dans la première aux États-Unis de Quo Vadis ? de Jean Nouguès. En 1917, il rejoint la Chicago Opera Association (en) où il chante pour la première fois les rôles-titres de Parsifal et Tristan und Isolde de Wagner. Il est, à cette époque, le ténor le plus payé après Caruso. Il tourne aussi en Allemagne et en Autriche avant le déclenchement de la Première Guerre mondiale, interprétant Wagner dans la langue originale à Berlin et dans d'autres villes. En 1908-1909, il se produit à l'Opéra d'État de Vienne et assume le rôle de Lohengrin, dans l'opéra éponyme de Wagner au Festival de Bayreuth en 1908.
Dalmorès est salué par la critique contemporaine non seulement pour sa voix forte, régulière et bien modulée, mais aussi pour sa présence et son jeu impressionnants sur scène. Sa voix nous est connue par des enregistrements, entre 1907 et 1912, sur disques gramophone pour la Victor Talking Machine Company qui ont été réédités depuis sur disque compact. L'un de ses disques les plus célèbres est une interprétation de 1907 de l'aria de Manrico, Ah! si, ben mio, de Il trovatore de Giuseppe Verdi. Il a également enregistré quelques chansons françaises, ainsi que des arias et des duos de différents opéras, dont Lohengrin, Le Prophète de Giacomo Meyerbeer, Samson et Dalila de Camille Saint-Saëns, Les Contes d'Hoffmann de Jacques Offenbach, Carmen de Georges Bizet, Grisélidis de Massenet ou encore Roméo et Juliette et Faust de Gounod.
De retour en France en 1918, il revient ensuite aux États-Unis où il enseigne le chant et finit sa vie à Hollywood en Californie où il meurt le 6 décembre 1939, à l'âge de 68 ans.